# Centiare
| Grotere en kleinere eenheden | Grotere en kleinere eenheden | Grotere en kleinere eenheden |
| factor                       | naam                         | symbool                      |
| ---------------------------- | ---------------------------- | ---------------------------- |
| 10−2                         | centiare                     | ca                           |
| 1                            | are                          | a                            |
| 102                          | hectare                      | ha                           |

Een centiare (lees: centi-are) is een oppervlaktemaat, afgeleid van de are. Hij werd in de landmeetkunde vaak gebruikt om de grootte (oppervlakte) van percelen (vooral landbouw- en bosgrond, maar ook soms bouwgrond) uit te drukken.
Een are komt overeen met een gebied van 10 meter in het vierkant en is dus 100 m². Een centiare, een honderdste van een are, is daarmee 1 m².
Sinds de invoering van het SI-stelsel geldt de centiare als een verouderde benaming voor de vierkante meter. Wel wordt de term nog vaak gebruikt bij kadasters en in de makelaardij.